# Frédéric Martens
Pour les articles homonymes, voir Martens.
Frédéric Martens ou Friedrich von Martens, né à Venise le 16 décembre 1806 et mort à Paris le 12 janvier 1885, est un graveur et photographe italien du XIXe siècle, qui compte parmi les pionniers de la photographie, en Italie, en Suisse et en France, où il vint s'installer et travailler jusqu'à sa mort.

## Biographie
Comme beaucoup d'artistes (graveurs, dessinateurs, peintres) de l'époque, à compter de 1840, Frédéric Martens s'intéresse à l'essor nouveau de la photographie, d'abord par le biais du daguerréotype, puis des premiers négatifs au collodion. Il présente à l'Exposition universelle de Londres en 1851 un dessin panoramique du mont Blanc fait à partir de quatorze épreuves photographiques. 
À Paris, il est domicilié en 1877, 84 rue Bonaparte Paris.
Il met au point en 1845 une chambre avec ouverture à 150 degrés pour réaliser des prises de vue panoramiques. Il livre ainsi des daguerréotypes de la Seine, pris depuis l'atelier de Lerebours place du Pont-Neuf, de près de 40 cm de long et d'une incroyable finesse. En 1855, il affirme avoir lui aussi découvert le procédé du collodion albuminé en même temps que Jean-Marie Taupenot.
Il marque également l'histoire de la photographie en effectuant les fameux tirages des vingt-neuf clichés choisis par Jean-Charles Langlois et Léon-Eugène Méhédin à leur retour de la guerre de Crimée. Le peintre Langlois, accompagné par le jeune photographe élève de Le Gray, avait été chargé de réunir les éléments nécessaires à un panorama sur le siège de Sébastopol en 1855. Martens est alors spécialiste des prises de vues panoramiques et photographe du cabinet de l'empereur. Ses tirages furent offerts au maréchal Pélissier, général en chef de l'armée d'Orient, et à l'empereur Napoléon III.
Nommé chevalier de la Légion d'honneur le 29 octobre 1855.
Frédéric Martens est l'auteur de nombreuses gravures, notamment au lavis d'après les dessins et tableaux de Charles Mozin, alors que ses photographies servaient de modèle a des lithographes comme Eugène Cicéri.
Spécialiste de format inhabituel, tels les deux panoramas vue de Liège et vue d'Anvers (20 × 90 cm, d'après C. Mozin).

## Distinctions
- Chevalier de la Légion d'honneur (29 octobre 1855)

## Collections
- Musée d'Orsay
- Bibliothèque nationale de France
- Société française de photographie
- Musée national d'histoire américaine
- Musée historique de Lausanne
- Musée d'Histoire de la Ville et du Pays Malouin Naufrage du dogre prussien le « Frederic » sur les rochers du Fort-Royal à Saint-Malo 15 mars 1829 d'après le tableau de Charles Mozin exposé au salon de 1835
- National Maritime Museum Le « Français » sur son passage du Havre à Honfleur (d'après C. Mozin)
- Vue du port de Dunkerque (d'après C. Mozin)
- Vue du port de Boulogne (d'après C. Mozin)
- Vue du port du Havre (d'après C. Mozin)
- Vue du port d'Honfleur (d'après C. Mozin)